# Devendra Banhart
Devendra Banhart (30 de maig del 1981) és un cantautor de folk-rock nord-americà. Compositor i músic consumat, se'l considera com la revelació de la nova escena folk americana de tendència neo-hippie i psicodèlica. Artista original i difícil de classificar, el seu estil musical, despullat (sovint guitarra sola o acompanyada amb pocs instruments) i eclèctic, abasta el folk, el rock psicodèlic, el blues, la country, la soul i els ritmes llatins. Les lletres de les seves cançons (que canta en anglès i de tant en tant en espanyol) tenen sovint un caràcter surrealista, així com les seves actuacions en directe, els seus vídeoclips i les caràtules dels seus dics que dibuixa ell mateix.
La seva personalitat extravagant es va imposar des del seu primer àlbum, Oh Me Oh My (2002), però va donar-se a conèixer de manera més àmplia el 2005 amb Cripple Crow.

## Biografia
Banhart neix a Houston (Texas), fill d'un pare americà i d'una mare veneçolana que li van posar el nom de Devendra perquè tingués una existència espiritualment rica, segons el consell del guru que seguien en aquell moment. Els seus pares, però, es van divorciar al cap de dos anys i ell se'n va anar a viure a Veneçuela amb la seva mare, on hi va créixer fins als 13 anys.
De retorn als Estats Units a causa del nou casament de la seva mare, Banhart i la seva família s'instal·len a Los Angeles. Acumulant dibuixos i petits texts poètics des que era tot petit, Banhart es passa els anys d'institut tot component i il·lustrant els seus impulsos creatius.
Acabat l'institut, se'n va a viure a San Francisco, on s'inscriu a l'Escola d'Art. S'explica que allà compartia el pis amb una parella d'homosexuals, els quals li van demanar que cantés un parell de cançons en el seu casament, fet que hauria desvetllat la seva vocació de cantant. Tot seguint els seus estudis d'art, es posa a compondre cançons i comença a fer actuacions en diversos locals. L'any 2000 se'n va a París, on la seva música folk intimista i el seu carisma van causar bona impressió entre aquells que el van conèixer.

### Inicis de carrera

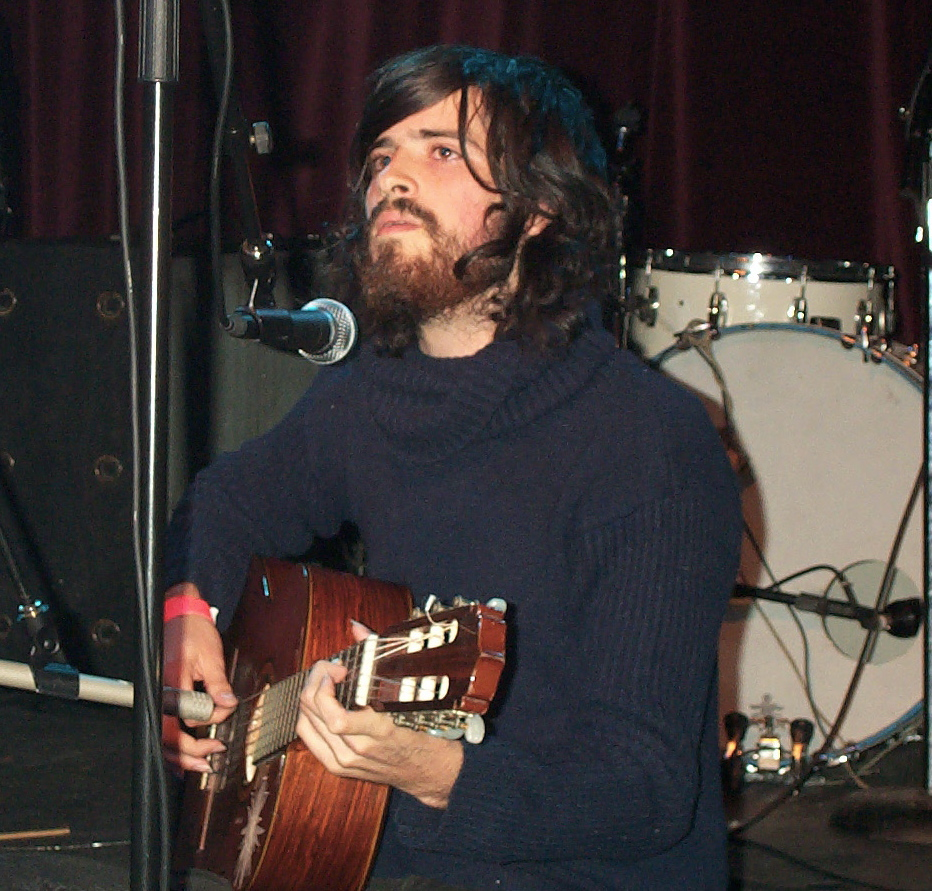
Banhart el 2003

Quan torna als Estats Units comença a enregistrar cançons i va actuant entre San Francisco i Los Angeles. El 2002, durant un concert que va fer en aquesta darrera ciutat, és descobert pel director de la discogràfica Young God Records, amb el qual edita el seu primer treball Oh Me Oh My... The Way the Day Goes By the Sun Is Setting Dogs Are Dreaming Lovesongs of the Christmas Spirit, conegut de manera abreviada com Oh Me Oh My. Banhart enregistra les seves primeres obres a casa seva, amb una gravadora de quatre pistes i utilitzant fins i tot el so del seu contestador automàtic, al qual li cantava cançons quan li arribava la inspiració tot conduint.
L'any 2004 surten dos nous àlbums: Rejoicing in the Hands i Niño Rojo, que amb la seva atmosfera particular sedueixen la crítica i un cert públic. El mateix any, Devendra Banhart és a la iniciativa de la recopilació Golden Apples of The Sun, que reuneix els seus amics de l'escena folk i "antifolk" (CocoRosie, Vetiver, Joana Newsom), contribuint a fer conèixer una mica més aquests artistes que comparteixen el mateix desig d'autenticitat.
El 2005 grava per l'UNICEF, junt amb altres artistes, el single Do They Know It's Hallowe'en?, una mena de versió paròdica de la cançó Do They Know It's Christmas? que Bob Geldof i Midge Ure havien compost per a Live Aid el 1985 contra la fam a Etiopia.

### Reconeixement
Aquell mateix any edita l'àlbum Cripple Crow, que amb el seu so més pop esdevé un èxit, sobretot gràcies al single I Feel Just Like a Child. Comença una gira pels Estats Units acompanyat per un grup variable de músics que es fan anomenar The Queens of Sheba, White Buffalo, Deer Woman Appears, The Cockettes, Mineral Power, etc. Igualment, el 2002 treu un altre disc junt amb Jana Hunter, titulat Devendra Banhart/Jana Hunter.
A partir d'aquí crea el segell discogràfic Gnomonson, amb el seu amic Andy Cabic del grup Vetiver, però segueix vivint de manera bohèmia, preocupant-se per la fam, la desforestació i altres grans problemes del món.
El 2007 surt Smokey Rolls Down Thunder Canyon, disc que ofereix una gran diversitat de sons, transmetent una nova energia comunicativa. El single Carmencita s'acompanya d'un clip parodiant l'estètica de les pel·lícules de Bollywood on hi apareix la seva companya d'aleshores, l'actriu Natalie Portman.
A la tardor del 2008, Banhart i Greg Rogove publiquen, sota el nom artístic de Megapuss, un àlbum titulat Surfing, inspirat en l'ambient soul i hippie de la Califòrnia dels anys 70. El 2009 va participar en el treball de Beck Hansen Songs of Leonard Cohen, i el 27 d'octubre del mateix anys va publicar l'àlbum d'estudi What Will We Be.

## Obra

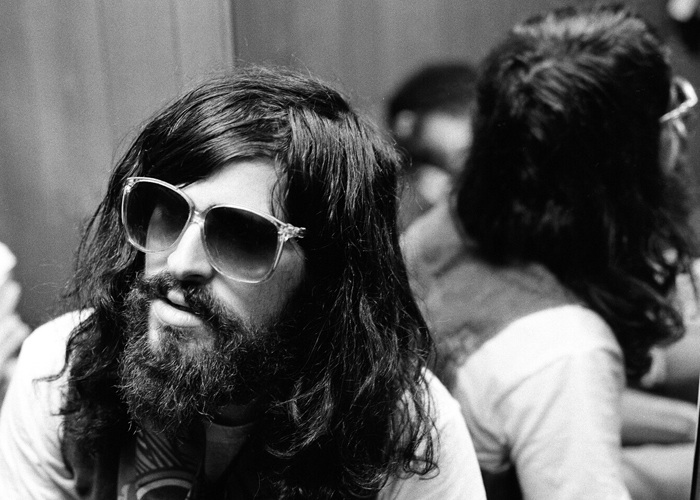
Devendra Banhart

### Àlbums
- The Charles C. Leary (2002)
- Oh Me Oh My (2002)
- Rejoicing in the Hands (2004)
- Niño Rojo (2004)
- Cripple Crow (2005)
- Smokey Rolls Down Thunder Canyon (2007)
- Surfing (com a Megapuss, 2008)
- What Will We Be (2009)
- Mala (2013)

### Maxi singles
- The Black Babies (2003)
- Devendra Banhart/Jana Hunter (2005)

### Col·laboracions
- Golden Apples of the Sun (duo Rejoicing In The Hands amb Vashti Bunyan) (2004).
- Spiraling amb Antony and the Johnsons en l'àlbum I Am a Bird Now (2005).
- Brazilian Sun amb CocoRosie en l'àlbum Noah's Ark (2005).
- The Black Swan amb Bert Jansch (2006).
- Don't Look Back in Anger, d'Oasis, duo amb Noah Georgeson en la recopilació Guilt By Association (Engine Room Recordings, 2007)
- Insect Eyes cançó de la banda sonora de The Hills Have Eyes II, de Martin Weisz (2007)
- Songs of Leonard Cohen - Beck's Record Club (2009)